# ジェイコブ・トンプソン

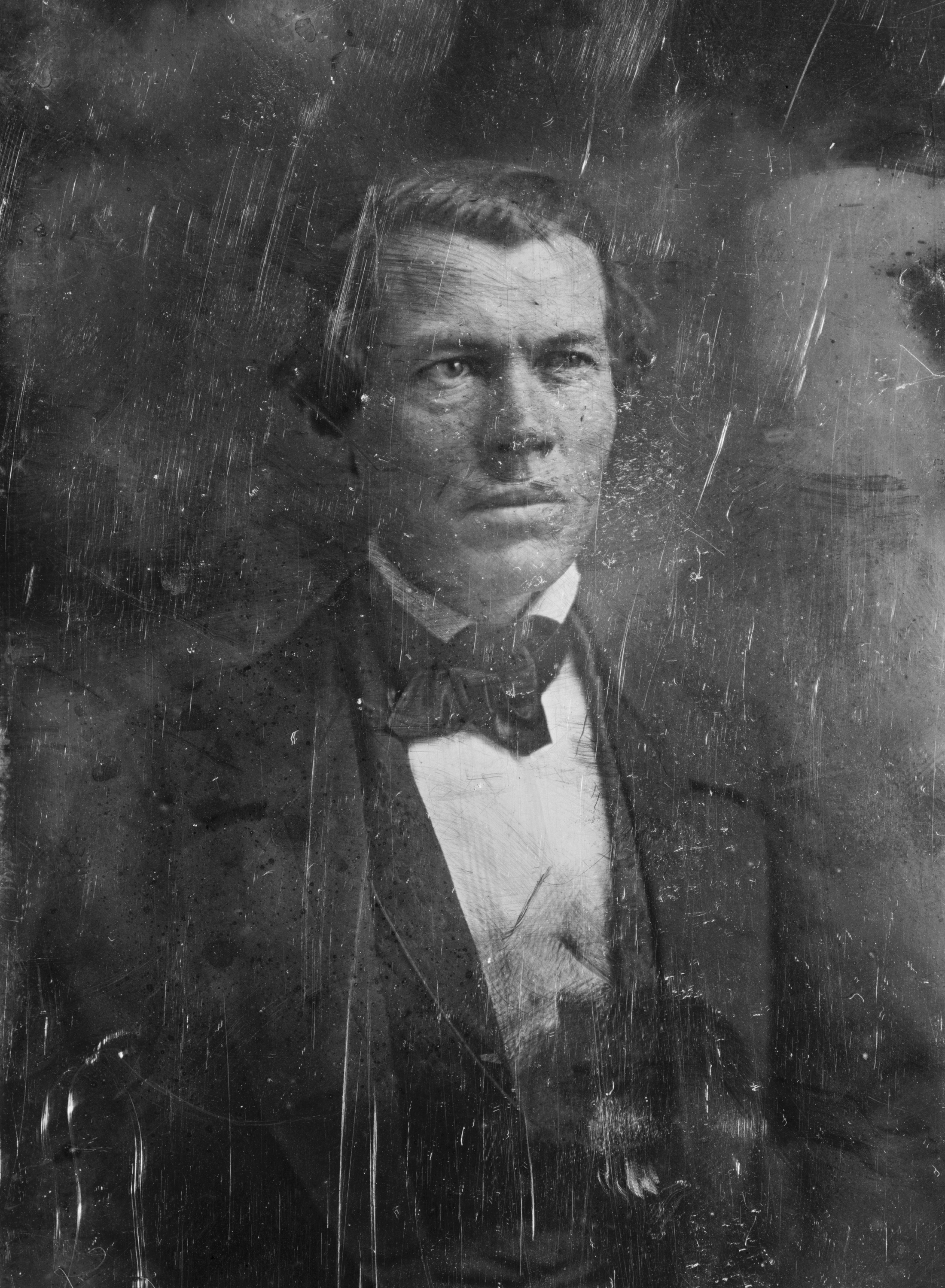
ジェイコブ・トンプソン

ジェイコブ・トンプソン（Jacob Thompson, 1810年5月15日 - 1885年3月24日）は、アメリカ合衆国の政治家。1857年から1861年まで第5代アメリカ合衆国内務長官を務めた。

## 生涯
1810年5月15日、トンプソンはノースカロライナ州リーズバーグにおいて誕生した。トンプソンはオレンジ郡のビンガム・アカデミーで学び、1831年にノースカロライナ大学を卒業した。トンプソンはその後ノースカロライナ大学で教員となったが、1832年に辞職した。トンプソンは法律を学び、1834年に弁護士として認可を受けた。トンプソンはミシシッピ州ポントトックで弁護士業を開業した。

## アメリカ合衆国下院議員
トンプソンは政治の世界に深く関心を示し、ミシシッピ州から1839年から1851年まで6期12年連続で連邦下院議員を務めた。トンプソンは1845年に連邦上院議員として指名を受けたが、受諾を断った。当該議席にはジョセフ・ウィリアムズ・チャルマースが着任した。トンプソンは第29議会においてインディアン委員会の委員長を務めた。トンプソンは1850年の選挙で敗北すると、弁護士業を再開した。

## アメリカ合衆国内務長官
1857年、ジェームズ・ブキャナンが大統領に選出されると、ブキャナンはトンプソンを内務長官に指名した。トンプソンはブキャナン政権末期において、奴隷制度や南部の連邦離脱をめぐる問題について他の閣僚らと互いに議論を行った。トンプソンは南部を支持し、1861年1月に内務長官を辞職した。

## 南北戦争
内務長官退任後、トンプソンはアメリカ連合国に合流し、連合国陸軍で監察官を務めた。その後トンプソンはアメリカ連合国において、1864年から1865年まで密使としてカナダに派遣された。トンプソンはミシシッピ州オックスフォードに「ホーム・プレイス」と呼ばれる農園邸宅を所有していたが、1864年に北部の軍隊により焼失させられた。

## 晩年
南北戦争後、トンプソンはテネシー州メンフィスに定住した。トンプソンは広大な地所を管理した。1885年3月24日、トンプソンはメンフィスの自宅で死去した。トンプソンの遺体はメンフィスのエルムウッド墓地に埋葬された。

## 家族
ジェイコブ・トンプソンの父親はニコラス・トンプソン (Nicholas Thompson, 1781-1857)、母親はルクレシア・ヴァン・フック (Lucretia Van Hook, 1788-1858) であった。トンプソンは1838年12月18日にミシシッピ州でキャサリン・アン・ジョーンズ (Catherine Ann Jones, 1826-????) と結婚した。2人の間には以下の子供が生まれた。
1. キャズウェル・メイコン・トンプソン (Caswell Macon Thompson, 1839-1873)